# Dallas (Name)
Dallas ist ein männlicher Vorname, der hauptsächlich im englischen Sprachraum vergeben wird und auch als Familienname bekannt ist. Bei englischem Ursprung leitet er sich vermutlich von den altnordischen Begriffen dalr und hus für „Tal“ und „Haus“ ab. Bei schottischem Ursprung ist eine Verbindung zum bretonischen dol für „Wiese“ und gwas für „Wohnstätte“ anzunehmen.

## Namensträger

### Vorname
- Dallas Austin (* 1970), US-amerikanischer Musiker, Songwriter und Produzent
- Dallas Bartley (1916–1979), US-amerikanischer Bassist und Komponist
- Dallas Bixler (1910–1990), US-amerikanischer Turner
- Dallas Bower (1907–1999), britischer Filmproduzent, Film- und Fernsehregisseur und Drehbuchautor
- Dallas Braden (* 1983), US-amerikanischer Baseballspieler
- Dallas Brooks (1896–1966), britischer General und Gouverneur
- Dallas Clark (* 1979), US-amerikanischer Footballspieler
- Dallas Drake (* 1969), kanadischer Eishockeyspieler
- Dallas Eakins (* 1967), kanadischer Eishockeyspieler und -trainer
- Dallas Fallscheer (* 1977), deutsch-kanadischer Eishockeyspieler
- Dallas Frazier (1939–2022), US-amerikanischer Sänger und Songwriter
- Dallas Long (1940–2024), US-amerikanischer Kugelstoßer
- Dallas Roberts (* 1970), US-amerikanischer Schauspieler
- Dallas Schoo, US-amerikanischer Gitarrist und Gitarrentechniker
- Dallas Smith (* 1941), kanadischer Eishockeyspieler
- Dallas Tamaira (* 1974), neuseeländischer Sänger
- Dallas Willard (1935–2013), US-amerikanischer Philosoph und Schriftsteller
- Diamond Dallas Page (* 1956), US-amerikanischer Wrestler und Schauspieler

### Familienname
- Alexander J. Dallas (1759–1817), US-amerikanischer Politiker
- Bo Dallas (* 1990), US-amerikanischer Wrestler und Schauspieler
- Cameron Dallas (* 1994), US-amerikanischer Schauspieler und Model
- David Dallas (* 1982), neuseeländischer Rapper
- Duncan Dallas (1940–2014), britischer Fernsehproduzent und Autor
- George Dallas, 1. Baronet (1758–1833), britischer Politiker
- George Dallas (Politiker, 1878) (1878–1961), britischer Politiker
- George M. Dallas (1792–1864), US-amerikanischer Politiker
- George M. Dallas (Jurist) (1839–1917), US-amerikanischer Jurist
- Hilda Dallas (1878–1958), britische Künstlerin und Suffragette
- Hugh Dallas (* 1957), schottischer Fußballschiedsrichter
- Irene Dallas (1883–1971), britische Suffragette
- Jacob A. Dallas (1824–1857), US-amerikanischer Holzschneider, Illustrator und Panoramamaler
- Joe Dallas (* 1954), US-amerikanischer LGBT-Aktivist
- Josh Dallas (* 1978), US-amerikanischer Schauspieler
- Mary Kyle Dallas (1830–1897), US-amerikanische Erzählerin und Lyrikerin
- Matt Dallas (* 1982), US-amerikanischer Schauspieler
- Othella Dallas (1925–2020), US-amerikanische Sängerin und Tänzerin
- Roderic Dallas (1891–1918), australischer Jagdflieger
- Sonny Dallas, auch Frank Dallas (1931–2007), US-amerikanischer Bassist und Musikpädagoge
- Sophia Dallas (1798–1869), Second Lady der Vereinigten Staaten
- Stuart Dallas (* 1991), nordirischer Fußballspieler
- William Dallas (Fußballspieler) (William Robert Dempster Dallas; * 1931), schottischer Fußballspieler
- William Sweetland Dallas (1824–1890), britischer Zoologe
- Yevhenia Sakevych-Dallas (1925–2014), ukrainischstämmige Überlebende des Holodomor, Buchautorin und Model